# Frein du pénis
Pour les articles homonymes, voir Frein (homonymie).
Le frein (ou frenulum) du pénis, appelé aussi frein du prépuce ou du gland, est un élément anatomique de l'organe génital masculin ; c'est une languette de peau (appelé un frein) qui retient le prépuce à la face inférieure du gland.
Ce frenulum peut parfois se rompre à cause d'un retrait trop brusque du prépuce.
Chez les individus circoncis, selon le degré de circoncision, il peut rester ou non une partie du frenulum.
Le frein est souvent conservé dans les circoncisions pratiquées pour des raisons religieuses, et son retrait peut entraîner des conditions médicales telles que le frein court, la corde frénulaire et les déchirures frénulaires. Ces conditions peuvent causer de la douleur, de l'inconfort et affecter la fonction sexuelle. Les options de traitement comprennent la circoncision, la frénuloplastie et d'autres formes d'intervention médicale. 

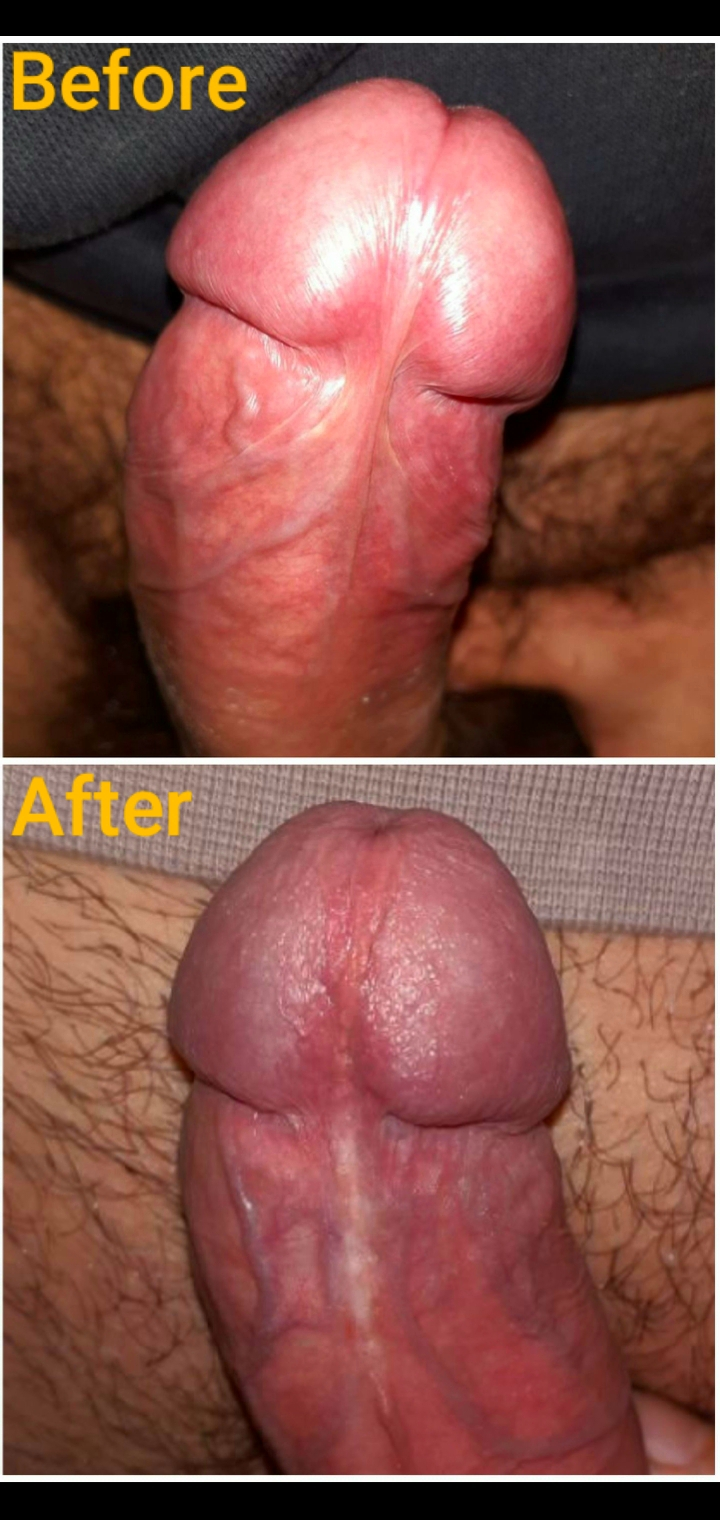
Frein retiré, avant et après opération.

Dans l'ensemble, le frein du pénis est une structure anatomique importante dans la fonction et le plaisir sexuels masculins, et ses divers surnoms reflètent son importance dans les contextes religieux et culturels.